# Sergei Ryakhovsky
Sergei Vasilyevich Ryakhovsky (29 de Dezembro de 1962 - 21 de Janeiro de 2005) conhecido como O Hipopótamo, o Estripador de Balashikha, foi um soviético e assassino em série russo e violador que, entre 1988 e 1993 matou, em Moscovo, pelo menos 19 pessoas com idades entre 14 e 78 anos, incluindo 12 mulheres, 5 homens e 2 rapazes. Atacou ainda 6 outras vítimas, que sobreviveram.

## Vítimas
O modus operandi de Ryakhovsky era a estrangulação com uma corda ou com as suas próprias mãos, as vítimas mais fortes eram ainda, por vezes, esfaqueadas e mutiladas com ferramentas (normalmente facas, martelos ou chaves de fenda). A mutilação dos corpos eram, usualmente, na genitália, Quase todas as vítimas de Ryakhovsky eram violadas depois da sua morte.  As suas últimas vítimas mostram um aumento da escala de violência.
Em Janeiro de 1993, Ryakhovsky matou um homem de 78 anos, cortando a sua cabeça com uma faca de caça e, um dia depois, voltou para cortar a perna. Rompeu o abdómen da sua vítima seguinte, uma mulher de 65 anos, com um dispositivo de pirotecnia. Pendurou, ainda, esventrou e depois decapitou a sua penúltima vítima, um rapaz de 16 anos, com uma faca.
O título de jornal de Ryakhovsky "O Hipopótamo" era dado devido ao seu grosso pescoço, aspeto pesado, cara pálida e estatura grande (1,98 metros de altura e 127 quilos).

## Prisão
Durante uma busca de rotina a uma cena de crime, os investigadores encontraram uma cabana com uma corda fixada ao teto. Considerando isto como uma preparação para um futuro crime, decidiram preparar uma armadilha. A 13 de Abril de 1993 Ryakhovsky chegou à cabana e foi preso pelos polícias de Militsiya. Apesar da sua força e temperamento violento mostrado no julgamento, Ryakhovsky não mostrou resistência. Mais tarde admitiu que, quando viu as armas nas mãos dos polícias, petrificou de medo.

## Investigação
Durante a investigação Ryakhovsky cooperou com os oficiais e investigadores, dizendo os locais dos crimes e descrevendo métodos utilizados. De acordo com as confissões, a maioria dos assassinatos não foram planeados e eram realizados no seguimento de algum impulso forçando-o a "limpar o mundo de homossexuais e prostitutas" (as mesmas explicações usadas para explicar a motivação por trás do assassinato da mulher de 70 anos e do homem de 78 que Ryakhovsky conheceu acidentalmente na floresta). Contudo, havia uma exceção, em que os assassinatos de 3 homossexuais em Izmailovski Park em 1988 foram planeados e o assassinato de uma mulher de 45 anos que, segundo Ryakhovsky, foi resultado da sua necessidade sexual. A maioria das vítimas tinham mais de 40 anos e cerca de 50, enquanto que três eram acima dos 60 anos.

## Julgamento e veredito
Segundo psiquiatras do Moscow Serbsky Institute, a necrofilia de Ryakhovsky eram causadas pelas malformações do seu sistema nervoso central. Ryakhovsky foi avaliado como são, competente para julgamento e completamente responsável pelas suas ações. Depois de ser informado do seu diagnóstico, o comportamento de Ryakhovsky transformou-se drasticamente. O acusado, primeiro cooperativo e calmo com os investigadores, subitamente começou a ser obtrusivo, parou de cooperar e começou a pedir castigos para os especialistas. Pôs ainda em causa as suas confissões.
Durante o período dos eventos de Outubro de 1993, Ryakhovsky, que apoiava o Supremo Soviético, escreveu uma carta a Alexander Rutskoy dizendo que era uma vítima inocente da "autoridade anti-nacional".
Ryakhovsky foi sentenciado a pena de morte por fuzilamento em Julho de 1995. Após ouvir o veredito disse: "Voltarei". Contudo, em 1996 a Rússia impôs uma moratória em execuções e a sentença foi alterada para prisão perpétua numa prisão de segurança máxima. Ryakhovsky morreu a 21 de Janeiro de 2005 devido a tuberculose prolongada.